# Élder Alencar Machado de Campos
Élder Alencar Machado de Campos ou simplesmente Élder (Presidente Prudente, 19 de julho de 1976) é um ex-futebolista brasileiro que atuava como volante.
Atualmente, atua como treinador.

## Carreira

### Futebolista
Foi relevado pelo Novorizontino e, em 1995, sagrou-se vice-campeão mundial sub-20 com a Seleção Brasileira.
Após uma boa passagem pelo Vasco, foi contratado pelo Santos em 1996. Estreou na vitória por 1x0 sobre o Fluminense, em 22 de agosto, no Estádio Ícaro de Castro Mello.
Nos dois anos seguintes, teve boa participação na equipe, onde conquistou o Torneio Rio-São Paulo de 1997 e a Copa Conmebol, em 1998.
Em 1999 e 2000, foi emprestado ao Juventude e a Inter de Limeira, antes de se transferir em definitivo para o Giannina da Grécia. Pelo Santos, fez 85 jogos e marcou 3 gols.
Posteriormente. atuou em diversos clubes como Kallithea da Grécia[carece de fontes?] e Lombard-Pápa da Hungria.
Elder encerrou a carreira em 2010, em razão de uma lesão no joelho, quando atuava pelo Red Bull Brasil.

### Fora dos campos
Em 2013, atuou no comando do sub-15 do Santo André.
No final de 2013, passou a comandar cerca de 100 alunos, com idade entre 5 e 14 anos, na escolinha do Clube dos Ingleses, em Santos.
Em 2015, se formou na Faculdade de Educação Física da Universidade Metropolitana de Santos.
Em agosto de 2015, passou a comandar a categoria sub-11 da Portuguesa Santista, mas logo em seguida assumiu o time sub-15, pelo qual sempre fez grandes campanhas no Campeonato Paulista entre 2016 e 2018. No início de 2019 foi promovido ao time sub-17, chegando à segunda fase do estadual. Ao término da competição, novamente foi guindado à categoria seguinte, ficando à frente da equipe sub-20.
Em junho de 2020, assumiu o time profissional da Briosa no Campeonato Paulista da Série A-2.
Em outubro de 2020, assumiu como técnico da equipe sub-17 do Santos, na disputa do Campeonato Brasileiro da categoria.
Em 2021, no Rio de Janeiro, completou o curso da Confederação Brasileira de Futebol (CBF), conquistado a Licença A.
Foi vice-campeão da Copa São Paulo de Futebol Júnior em 2022.

## Títulos
GE Novorizontino
- Campeonato Brasileiro - Série C: 1994

Santos
- Torneio Rio-São Paulo: 1997
- Copa Conmebol: 1998

Juventude
- Copa do Brasil: 1999

Red Bull Brasil
- Campeonato Paulista - Série A3: 2010